# Paliz Khoshdel
 (février 2025).
Paliz Khoshdel (en persan:پالیز خوشدل) est un réalisateur, producteur et monteur de films underground iraniens. Il est né en 1985 à Rasht, en Iran. De 2009 à aujourd’hui, il a poursuivi sa carrière en tant que réalisateur et producteur de documentaires et de films expérimentaux. Son domaine de préoccupation concerne principalement les histoires inédites de la jeune génération iranienne et de son mode de vie clandestin.Il a remporté de nombreux prix dans les festivals internationaux avec les films qu'il a réalisés.
En tant que réalisateur et producteur, ses films incluent Patrimoine antique, La mutinerie des couleurs,,  Apnée, Le Makhoola arrive ! et l'amateure passionnée.
"  l'amateure passionnée ", coproduit et co-réalisé par Paliz Khoshdel et Sharmin Mojtahedzadeh, qui a participé à la section compétition des films documentaires, a remporté le prix du meilleur film documentaire asiatique, " BIFF Mecenat Award".

## Films documentaires
| Titre                  | Temps     | Format           | Année     |
| ---------------------- | --------- | ---------------- | --------- |
| Sultans de la rue      | 40 MIN    | DV               | 2010      |
| Mutinerie des couleurs | 70 MIN    | Haute définition | 2017      |
| Le Makhola arrive !    | 70 MIN    | Haute définition | 2020-2024 |
| Apnée                  | 9 minutes | Haute définition | 2019      |
| l'amateure passionnée  | 85 MIN    | 4k               | 2018_2022 |

### En tant que réalisateur
- Patrimoine antique (2009)
- Sultans de la rue (2010)
- La mutinerie des couleurs (2017)
- Apnée (2019)
- l'amateure passionnée (2022)
- Le Makhola arrive ! (2024)

En tant qu'éditeur
- Patrimoine antique (2009)
- Sultans de la rue (2010)
- Asbe Chobi (2011)
- Dans le métro (2012)
- Mieux que la vie (2013)
- Sans Billet (2016)
- La révolte des couleurs (2017)
- Apnée (2019)
- Regarder l'autre (2019)
- Simulation de M. Jaune (2019)
- l'amateure passionnée (2022)
- Re/Cinéma (2023)
- Le Makhoola arrive ! (2024)
- La Cicatrice (Film à venir 2024)
- Le Moyen-Orient (2025)

En tant que producteur
- Sultans de la rue (Documentaire 2010)
- Dans le métro (Documentaire 2012)
- Mutinerie des couleurs (Documentaire 2017)
- Apnée (expérimental 2019)
- l'amateure passionnée (Documentaire 2022)
- Le Makhoola arrive ! (2024)
- La Cicatrice (Futur film 2024)
- Le Moyen-Orient (2025)

## Prix nationaux
- A remporté le « Prix spécial du meilleur film » de l’Association des critiques et des écrivains iraniens, 2010 [7]
- A remporté le prix du « Meilleur film semi-long » du festival indépendant « Image de l'année », 2010 [7]
- A remporté le prix du « Meilleur réalisateur » dans la section Documentaire semi-long au Festival international du film « City », 2011 [7]
- Il a remporté le prix du « Meilleur film documentaire semi-long » lors de la « Cérémonie du cinéma iranien » à la Maison iranienne du cinéma 2011[7].

## Prix et projections internationales
- l'amateure passionnée a reçu le prix du meilleur film documentaire asiatique, le prix Mecenat, au 27e Festival international du film de Busan ( BIFF ) en octobre 2022[6].
- (l'amateure passionnée) a remporté le prix du meilleur film documentaire au Festival international du cinéma indépendant de Madrid (FICIMAD), 2024, Espagne [8]
- (l'amateure passionnée) a remporté le prix du meilleur film documentaire au Cinema of The World Film Festival (Sport), en Inde, en 2023
- Festival international du film Northern Character, 2024, Russie, l'amateure passionnée – Diplôme pour un caractère fort et un amour du football
- (l'amateure passionnée) Sélection officielle au Festival international du film documentaire Flahertiana, Perm, Russie 2023 [9]
- (l'amateure passionnée) Projection du film au Festival international du documentaire et du court-métrage du Kerala, Kerala, Inde, 2023 [10]
- (l'amateure passionnée) Festival del Cinema dei Diritti Umani di Napoli, Italie, 2023
- (l'amateure passionnée) Projection du film au Cinéma(s) D'Iran 2023 [11]
- A remporté le prix du « Meilleur film » lors des Six semaines d’art iranien, Festival du film canadien 2012 [7]
- A obtenu le « Certificat de réussite » au 2e Festival du film iranien du Canada en 2010 [7]
- Projection du film au festival du film en ligne des femmes cinéastes (d'Iran) d'Uppsala, Suède 2012 [12]
- Projection du film au festival de cinéma DHfest à Mexico, 2014 [13]
- Projection de films au Cinéma(s) D'Iran 2014 [14]
- Projection du film à l'occasion de la célébration du cinéma iranien à l'UCLA, USA 2013 [15]
- Participation au Media Wave Film Festival, Hongrie 2013 [16]